# Drop G
Drop D er en måde, at stemme en guitar på. Den eneste forskel på standard og Drop D, er at den dybeste streng stemmes i tonen D og den næstdybeste i tonen G, altså begge en hel tone ned. Dvs. den stemmes i D-G-D-G-H-E. Den er meget brugt af countryguitaristen Chet Atkins.

## Guitarstykker i Drop G
Med Chet Atkins:
- Yellow Bird
- Vincent